# Japan Cup de 2018
A 27.ª edição da Japan Cup celebrou-se a 21 de outubro de 2018 sobre uma distância de 144,2 quilómetros com início e final em Utsunomiya no Japão.
A carreira fez parte do UCI Asia Tour de 2018 como concorrência de categoria 1.hc sendo a última competição deste circuito para a temporada de 2018. O australiano Robert Power da Mitchelton-Scott conseguiu a vitória e acompanharam-no no pódio, como segundo e terceiro classificado respectivamente, o neerlandês Antwan Tolhoek da LottoNL-Jumbo e o dinamarquês Matti Breschel da EF Education First-Drapac.

## Percorrido
A Japan Cup dispôs de um percurso total de 144,2 quilómetros dando 14 voltas a um circuito de 10,3 km em Utsunomiya.

## Equipas participantes
Tomaram parte na carreira um total de 21 equipas, dos quais 5 são equipas UCI WorldTour, 3 equipas de categoria Profissional Continental, 12 Continentais e a selecção de Japão, quem conformaram um pelotão de 123 ciclistas dos quais terminaram 69. As equipas participantes são:
| Equipes WorldTeam (5)- BMC Racing Team - EF Education First-Drapac p/b Cannondale - Lotto NL-Jumbo - Mitchelton-Scott - Trek-Segafredo Equipes profissionais Continentais (3)- Nippo-Vini Fantini-Europa Ovini - Team Novo Nordisk - Wilier Triestina-Selle Italia Equipes Continentais (12)- 7 Eleven-Cliqq Roadbike Philippines - Australian Cycling Academy-Ride Sunshine Coast - Brisbane Continental - Kinan Cycling Team - Ljubljana Gusto Xaurum - Team Ukyo - Terengganu Cycling Team - Thailand Continental - Utsunomiya Blitzen - Matrix Powertag - Shimano Racing Team - Nasu Blasen Equipe nacional- Japão |
| |

## Classificação final
As classificações finalizaram da seguinte forma:
| \| Classificação geral \| Classificação geral \| Classificação geral \| Classificação geral \| Classificação geral \| \| Ciclista \| Ciclista \| Equipe \| Tempo \| \| \| ------------------- \| ------------------- \| ------------------------------- \| ------------------- \| ------------------- \| \| 1. \| Robert Power \| Mitchelton-Scott \| 3h44m00s \| \| \| 2. \| Antwan Tolhoek \| LottoNL-Jumbo \| + 0s \| \| \| 3. \| Matti Breschel \| EF Education First-Drapac \| + 40s \| \| \| 4. \| Nicolas Roche \| BMC Racing Team \| + 40s \| \| \| 5. \| Ivan Santaromita \| Nippo-Vini Fantini-Europa Ovini \| + 42s \| \| \| 6. \| Marco Canola \| Nippo-Vini Fantini-Europa Ovini \| + 2m02s \| \| \| 7. \| Robert Gesink \| LottoNL-Jumbo \| + 2m07s \| \| \| 8. \| Robert Stannard \| Mitchelton-Scott \| + 2m26s \| \| \| 9. \| Koen de Kort \| Trek-Segafredo \| + 2m26s \| \| \| 10. \| Robbie Hucker \| Team Ukyo \| + 2m26s \| \| |                  |                                 |          |
| |                  |                                 |          |
| Fonte: ProCyclingStats |                  |                                 |          |
| Classificação geral |                  |                                 |          |
| Ciclista | Ciclista         | Equipe                          | Tempo    |
| 1. | Robert Power     | Mitchelton-Scott                | 3h44m00s |
| 2. | Antwan Tolhoek   | LottoNL-Jumbo                   | + 0s     |
| 3. | Matti Breschel   | EF Education First-Drapac       | + 40s    |
| 4. | Nicolas Roche    | BMC Racing Team                 | + 40s    |
| 5. | Ivan Santaromita | Nippo-Vini Fantini-Europa Ovini | + 42s    |
| 6. | Marco Canola     | Nippo-Vini Fantini-Europa Ovini | + 2m02s  |
| 7. | Robert Gesink    | LottoNL-Jumbo                   | + 2m07s  |
| 8. | Robert Stannard  | Mitchelton-Scott                | + 2m26s  |
| 9. | Koen de Kort     | Trek-Segafredo                  | + 2m26s  |
| 10. | Robbie Hucker    | Team Ukyo                       | + 2m26s  |

## UCI World Ranking
A Japan Cup outorga pontos para o UCI Asia Tour de 2018 e o UCI World Ranking, este último para corredores das equipas nas categorias UCI WorldTeam, Profissional Continental e Continentais. A seguinte tabela mostra o barómetro de pontuação e os 10 corredores que obtiveram pontos:
| Posição   | 1.º | 2.º | 3.º | 4.º | 5.º | 6.º | 7.º | 8.º | 9.º | 10.º | 11.º | 12.º | 13.º | 14.º | 15.º | 16.º-30.º | 31.º-40.º |
| Pontuação | 200 | 150 | 125 | 100 | 85  | 70  | 60  | 50  | 40  | 35   | 30   | 25   | 20   | 15   | 10   | 5         | 3         |

| 1.º  | Robert Power     | Mitchelton-Scott                | 200 |
| 2.º  | Antwan Tolhoek   | LottoNL-Jumbo                   | 150 |
| 3.º  | Matti Breschel   | EF Education First-Drapac       | 125 |
| 4.º  | Nicolas Roche    | BMC Racing                      | 100 |
| 5.º  | Ivan Santaromita | Nippo-Vini Fantini-Europa Ovini | 85  |
| 6.º  | Marco Canola     | Nippo-Vini Fantini-Europa Ovini | 70  |
| 7.º  | Robert Gesink    | LottoNL-Jumbo                   | 60  |
| 8.º  | Robert Stannard  | Mitchelton-Scott                | 50  |
| 9.º  | Koen De Kort     | Trek-Segafredo                  | 40  |
| 10.º | Robbie Hucker    | Ukyo                            | 35  |